# Funivia Ravascletto-Zoncolan
La Funivia Ravascletto-Zoncolan è un impianto funiviario che collega la località turistico-sciistica di Ravascletto, in Carnia (Valcalda), Friuli-Venezia Giulia, alla cima del Monte Zoncolan, nell'omonimo comprensorio sciistico, risalendo il versante nord del monte dalla sottostante Valcalda.

## Storia
Con lo sviluppo del comprensorio dello Zoncolan, nel 1975 entrò in servizio, costruita dall'azienda Torinese Agudio, la prima funivia tipo "va e vieni" Ravascletto - Zoncolan con cabine da 40 persone.
L'opera fu commissionata dall'Azienda Autonoma di Soggiorno e Turismo Ravascletto - Sutrio che ha avuto la gestione degli impianti del comprensorio Ravascletto - Zoncolan fino all'acquisizione di Promotur avvenuta nel 1987. La scelta architettonica per la costruzione fu affidata all'architetto Friulano Gianugo Polesello, che ebbe la bizzarra idea di costruire le stazioni di monte, situata a 1728 m s.l.m., e di valle, situata a 900 m s.l.m., tutte in cemento armato e con un'inusuale forma cubica. Questo fu causa di molte discussioni tra gli abitanti del posto che consideravano le stazioni molto vistose e antiestetiche con l'architettura caratteristica del luogo. L'impianto ha una lunghezza di 2031 m, per un dislivello di 828 m.
Inoltre a metà linea fu costruito l'unico sostegno dell'impianto, dove avveniva l'incrocio delle cabine. La velocità massima dell'impianto era di 10 m/s con una portata oraria massima di 450 persone. I motori e gli ancoraggi delle funi portanti erano collocati nella stazione di monte, mentre i contrappesi erano situati nella stazione di valle. All'inizio la cabina rivolta verso la Val Degano era di colore giallo, mentre quella rivolta verso la Valle del Bût era di colore blu. Questi colori sono stati scelti per rendere onore allo stemma della Regione Friuli-Venezia Giulia.
Successivamente verso la metà degli anni 80 le cabine divennero tutte e due di color grigio, con la scritta Zoncolan in giallo sulle porte. La "Z" di "Zoncolan" aveva una sottolineatura rossa che, dopo aver percorso tutto l'emblema, andava a congiungersi con una sottolineatura gialla che partiva dalla "N" finale di "Zoncolan". Le due linee facevano il giro di tutta la cabina. Inoltre sulle fiancate anteriori e posteriori campeggiava una "Z" in rosso posizionata dentro un cerchio bianco e in alto a sinistra, sotto i vetri, la scritta "Ravascletto - Zoncolan". Successivamente, a metà anni 90 circa, si ebbe una prima ristrutturazione dell'impianto con sostituzione delle funi, dei motori, e delle cabine. L'ammodernamento fu fatto dalla ditta Hölz di Bolzano.
Il nuovo impianto poteva raggiungere una velocità massima di 12 m/s senza dover rallentare, come il primo impianto, in avvicinamento al sostegno. Le cabine, sempre con portata di 40 persone l'una, erano di color bianco con una striscia rossa sul fondo. Sulle porte di accesso campeggiava in blu la scritta "Zoncolan", e sulle due fiancate era disegnata con i colori rosso e giallo una "Z" rovesciata. Invece sulle fiancate anteriori e posteriori campeggiava in blu il simbolo di "Promotur". Arriviamo nel 2007 quando Promotur decide di riammodernare ancora una volta l'impianto in vista della realizzazione della pista di rientro. Si decide per la costruzione di una funivia tipo "funifor", della ditta Doppelmayr di Bolzano, a cabine indipendenti con portata di 100 persone l'una, ed inoltre si decide anche di costruire una fermata intermedia sul sostegno, in maniera da poter dismettere la vecchia seggiovia "Cuèl Pìciul".
Promotur ha voluto conservare le due stazioni di arrivo e partenza, infatti quella di monte ha subito solo l'allargamento delle fosse di stazionamento per le nuove cabine, mentre in quella di valle è stato costruito un avancorpo, sempre a forma di cubo, per poter ospitare i due motori. Il colore delle cabine è giallo limone, ovvero il colore scelto da Promotur per il comprensorio Ravascletto - Zoncolan. Sulle fiancate laterali in nero spicca la scritta Ravascletto - Zoncolan, mentre sulle fiancate anteriori e posteriori spicca centralmente il nuovo logo con i colori dei poli sciistici di Promotur, mentre nel lato sinistro c'è l'adesivo su sfondo bianco e scritta celeste della Regione "Friuli-Venezia Giulia" che recitava "ospiti di gente unica".
La velocità massima del nuovo impianto rimane sempre di 12 m/s, con portata oraria di 1200 persone. Questo tipo di impianto è uno fra i primi costruiti in europa ed è il primo costruito in Friuli-Venezia Giulia. Nella stagione invernale 2013/14 nelle due cabine è stato posizionato lo stemma del Giro d'Italia- Zoncolan per pubblicizzare il ritorno, dal versante di Ovaro, della carovana rosa il 31 maggio 2014.